# Marokkanischer Riad

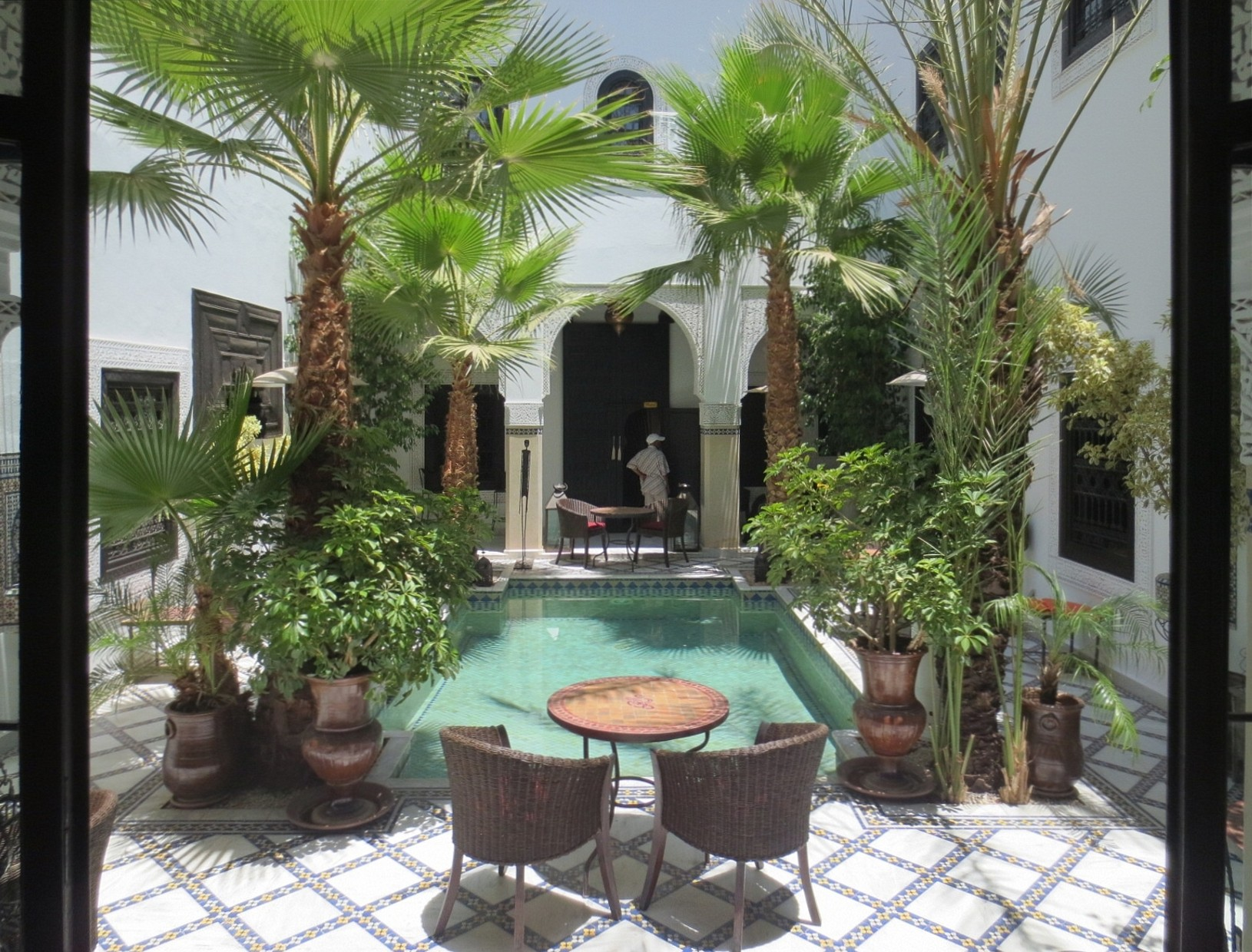
Ein Riad in Marokko

Ein Riad (arabisch رياض, DMG riyāḍ) ist ein traditionelles marokkanisches Haus oder ein Palast mit einem Innenhof bzw. inneren Garten. Der Begriff kommt vom arabischen Wort für Garten, riyāḍ, von dem auch der Name der Stadt Riad abgeleitet ist. Die Gestaltung dieser Innenhöfe in der Küstenregion von Marokko geht auf die lokale Übernahme der Bauweise römischer Villen (Atriumhaus) zurück. Der Riad wurde mit Beginn des Islams populär. Sie bieten der Familie Schutz und Privatsphäre. Viele Riads in Marrakesch und Essaouira werden heutzutage als Hotels genutzt.